# 玉村八幡宮
玉村八幡宮（たまむらはちまんぐう）は、群馬県佐波郡玉村町にある神社。本殿が国の重要文化財に指定されている。
江戸時代の日光例幣使街道の玉村宿付近に、現代では玉村町役場の西方、玉村小学校と玉村高校の狭間に鎮座している、町の中心的な神社である。

## 歴史
1195年（鎌倉時代の建久6年）に源頼朝が上野奉行・安達盛長に相模国（現、神奈川県鎌倉市雪ノ下）にある鎌倉鶴岡八幡宮からの勧請で八幡神社を創建させた。当時は現在地から南方の角渕（つのぶち）村にあり、角渕八幡宮と称していた。
1411年（応永18年）に鎌倉公方・足利満兼が堂舎・僧坊を再興し、1507年（永正4年）には白井城城主・長尾氏が戦火で消失したものを再建した。
1605年（慶長10年）に関東郡代・伊奈忠次が、当地の新田開発工事の際に、土地の神霊に成功時に神社造設を約束する祈願を行い、5年後の1610年（慶長15年）に無事工事が完了したことで、約束通り現在地に角渕の八幡神社の本殿を移築して玉村八幡宮となった。
境内地は伊奈忠次の陣屋と、開発に協力した和田与六郎の屋敷に挟まれた、中世の環濠屋敷跡とされ、新たに設置された上新田村と下新田村の境に位置している。
1638年（寛永15年）に酒井忠清によって修理が加えられ、1649年（慶安2年）8月に3代将軍徳川家光より朱印地30石の神田を賜る。1667年（寛文7年）、再度酒井忠清によって 社殿の修理が成され、1684年（貞享元年）には酒井忠明によって新院良仁法皇（後西天皇）の御宸筆「八幡大菩薩」の神号が奉納された。その後もたびたび修理が加えられたが、1749年（寛延2年）に酒井氏が播磨国姫路に移封されて以降は、領主による修理は行われず、以後は七郷十二ヶ村が協議の上「修理講」を興し、その講金に朱印地の収穫を合わせて祭儀の執行と社殿の修理に充てるようになった。
江戸時代は神楽寺が別当寺を務めていたが、明治政府の神仏分離政策によりそれぞれ独立し、1873年（明治6年）村社に列せられる。1908年（明治41年）1月31日、境内社稲荷神社と近郷の神社8社を合祀、同年8月1日には室町時代の建築様式を残す本殿が国の特別保護建造物（旧国宝）として指定。1925年（大正14年）には県社に列せられ、1950年（昭和25年）に本殿が国の重要文化財に指定。1936年（昭和11年）、1999年（平成11年）に社殿の修理が行われた。

## 祭神
出典による。

### 主祭神
- 誉田別命（応神天皇）
- 気長足比売命（神功皇后）
- 比咩神

### 分霊
- 素戔嗚命
- 建御名方命
- 大鷦鷯命
- 熊野久須毘命
- 大己貴命
- 倉稲魂命
- 火産霊命
- 大日孁命
- 豊受姫命
- 菅原道真命
- 伊弉諾命
- 伊弉冉命
- 櫛御気野命（素戔嗚命）
- 瓊瓊杵命

## 境内
出典による。

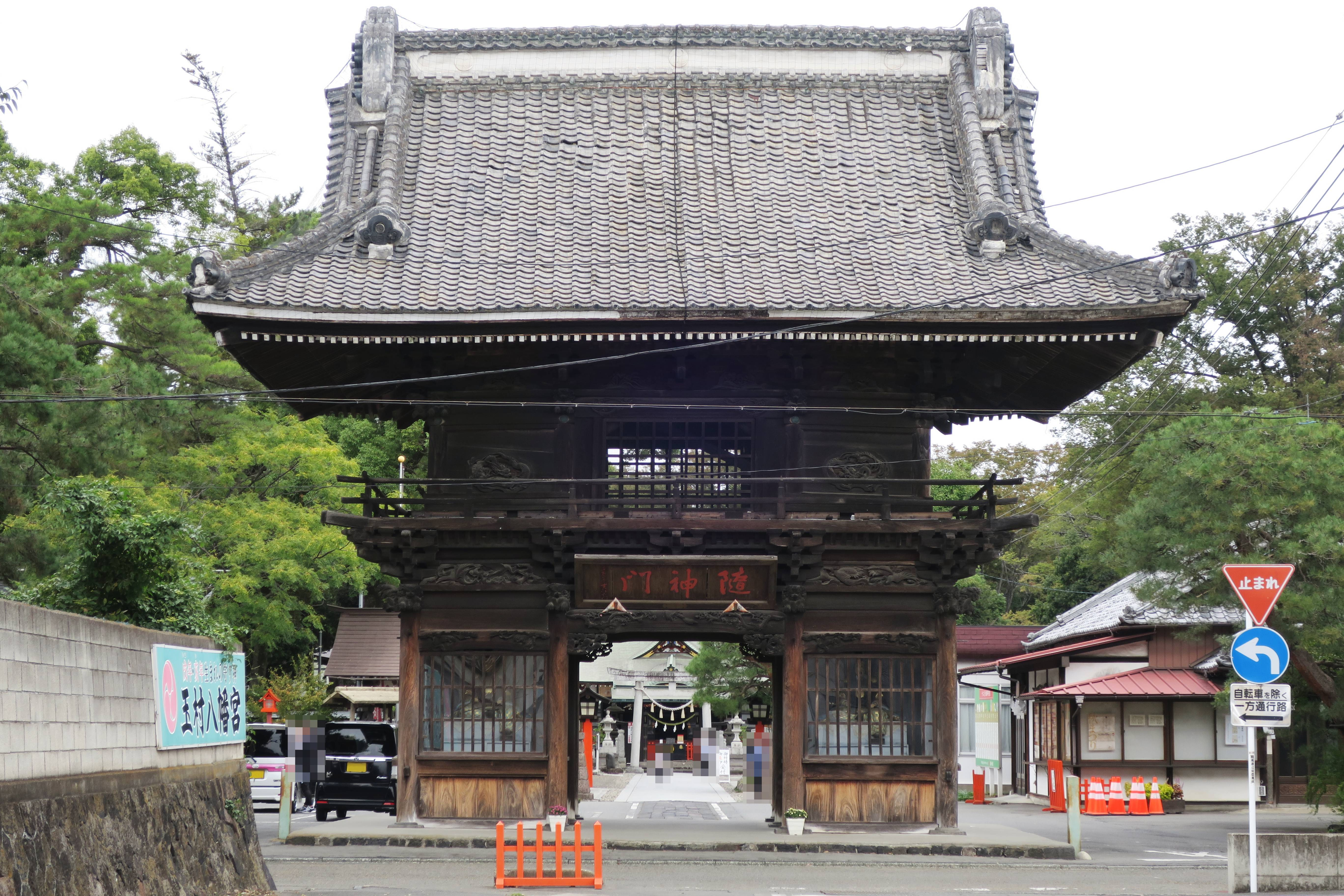
随神門

現在本殿・幣殿・拝殿は接続しいわゆる権現造の外観を呈しているが幣殿・拝殿が付け加えられる前は本殿は独立した建物だった。
- 本殿（重要文化財） - 三間社流造。永正4年（1507年）建築の社殿を慶長15年（1610年）に移築修理したという説と、慶長15年に新築したとの二説がある。平成の修理によって銅板葺から杮葺に改められたが、18世紀には檜皮葺であったことが当時の棟札から判明している[9]。
- 拝殿（玉村町指定重要文化財[10]） - 正面三間、側面三間、背面五間の入母屋造で屋根は銅板葺。棟札から享保11年（1726年）以前の建築であることが分かり、18世紀初期の建築と推定される[11]。
- 幣殿（玉村町指定重要文化財[10]） - 正面一間、側面三間の両下造で、屋根は杮葺。拝殿同様享保11年以前の建築であり、18世紀初期の建築と推定される[12]。
- 随神門（玉村町指定重要文化財[10]） - 三間一戸の楼門造で屋根は瓦葺。文久2年（1862年）起工、慶応3年（1867年）竣工[13]。
- 神楽殿（玉村町指定重要文化財[10]） - 入母屋造で屋根はトタン葺。正面の掲額は享和2年（1802年）のもので、19世紀初期頃の建築と推定される[14]。
- 国魂神社社殿（登録有形文化財[15]） - 正面一間、側面一間の切妻造平入で屋根は銅板葺。玉村小学校の奉安殿として明治43年（1910年）に建造された建物を戦後玉村八幡宮に移築し、昭和45年（1970年）国魂神社の社殿となった[16]。
- 社務所 - 大正14年（1925年）の竣工[17]。

- 古神札納所
- 札場
- 湧水句碑「啼きすてて 思いなげなる 雉(きぎす)かな」（竹内勇水・筆）

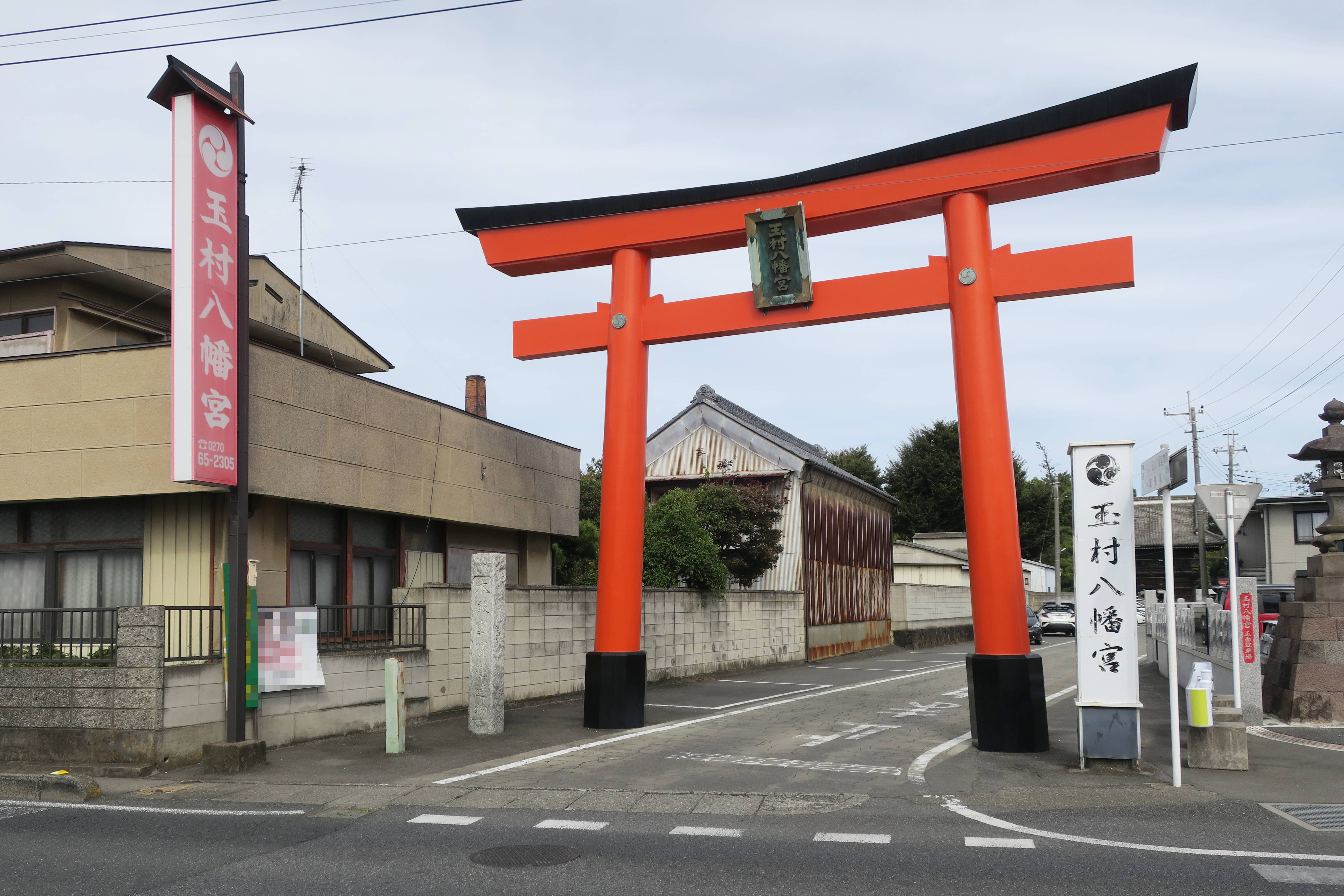
二の鳥居
- 十六夜塚「やすやすと 出でゝいざよふ 月の雲」（1805年（文化2年）8月、竹内勇水・筆）
- 灯籠
- 力石
- 御水舎
- 御神木「夫婦楠木」
- 参集殿
- 狛犬
- 公衆トイレ
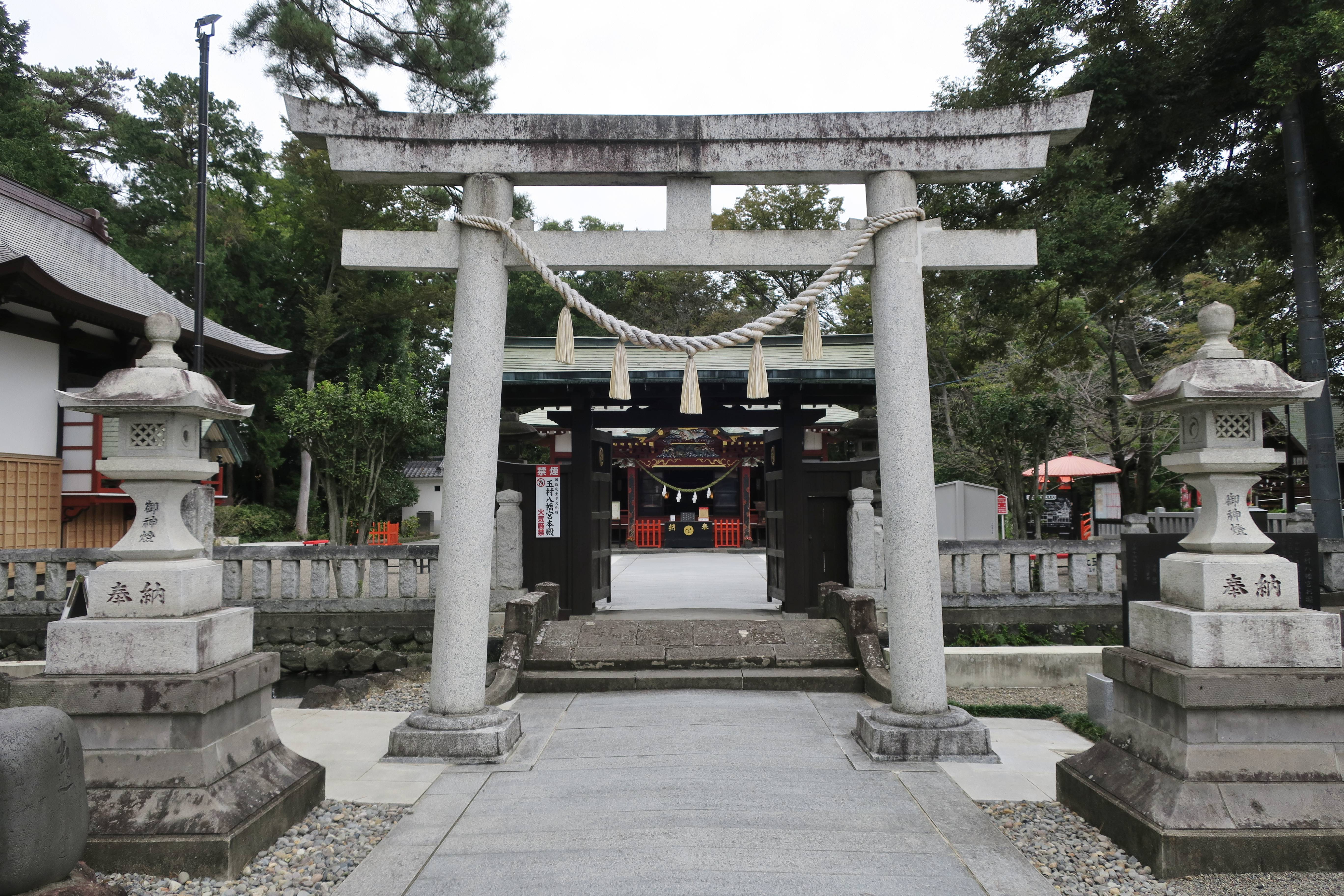
一の鳥居
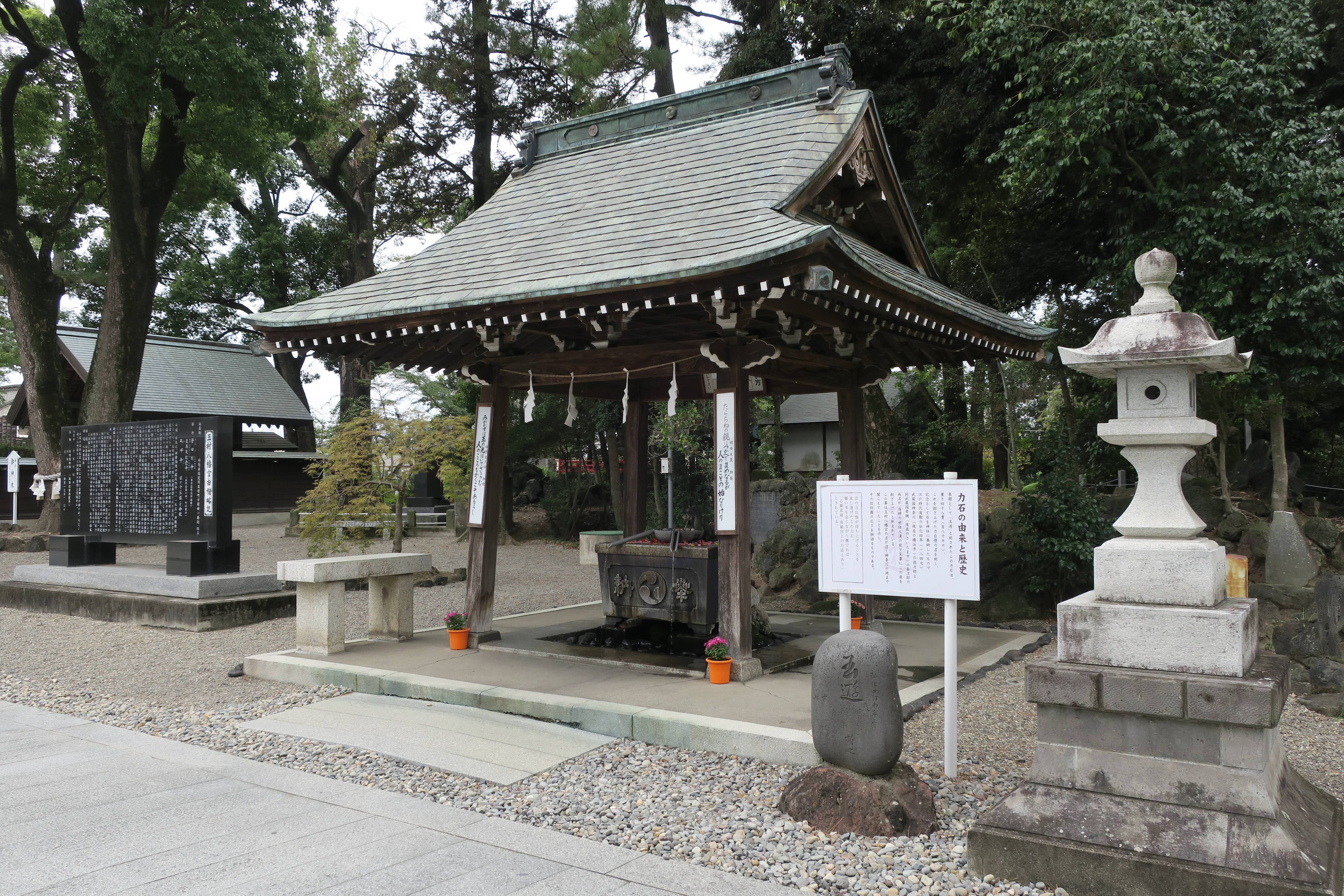
御水舎・力石
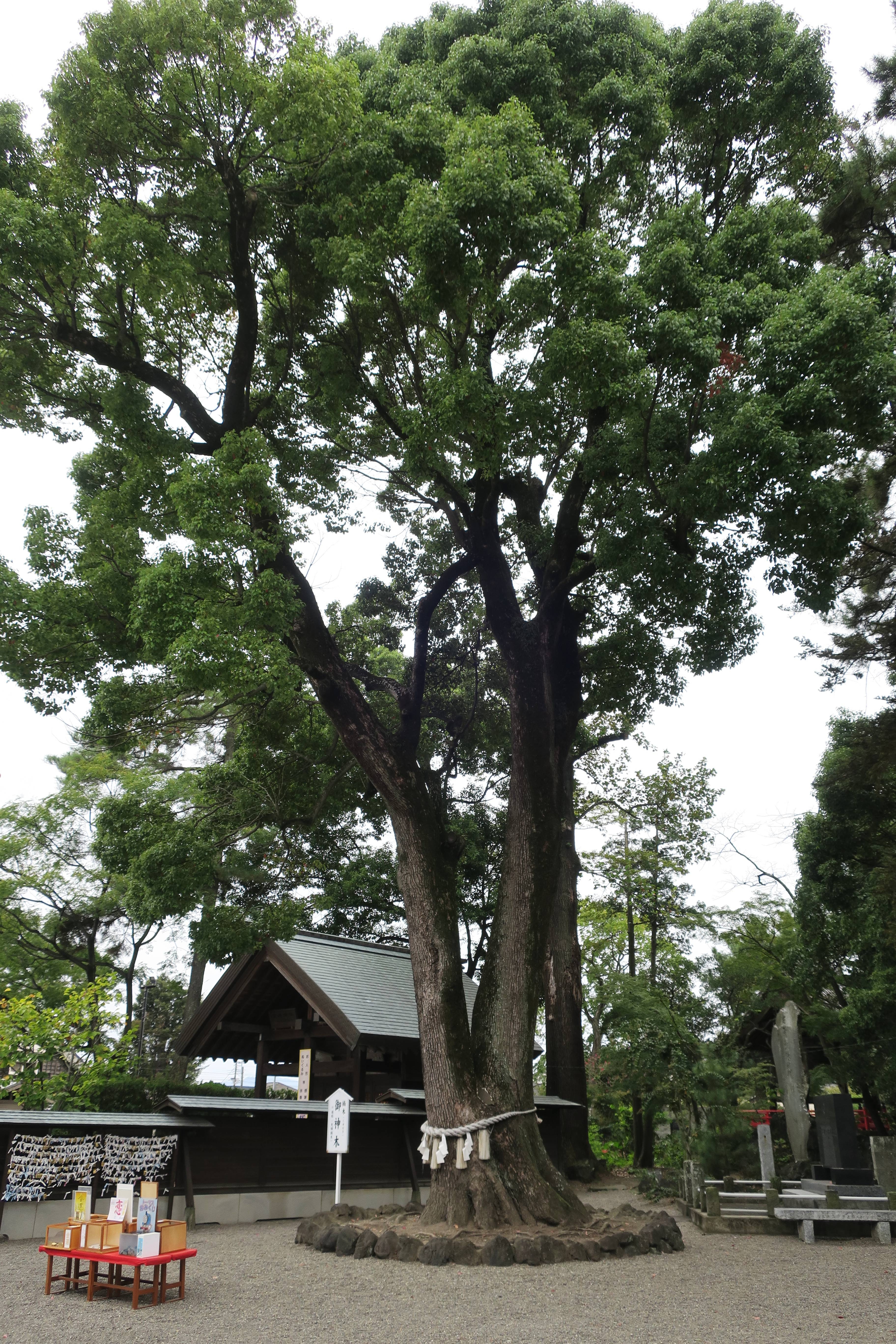
御神木
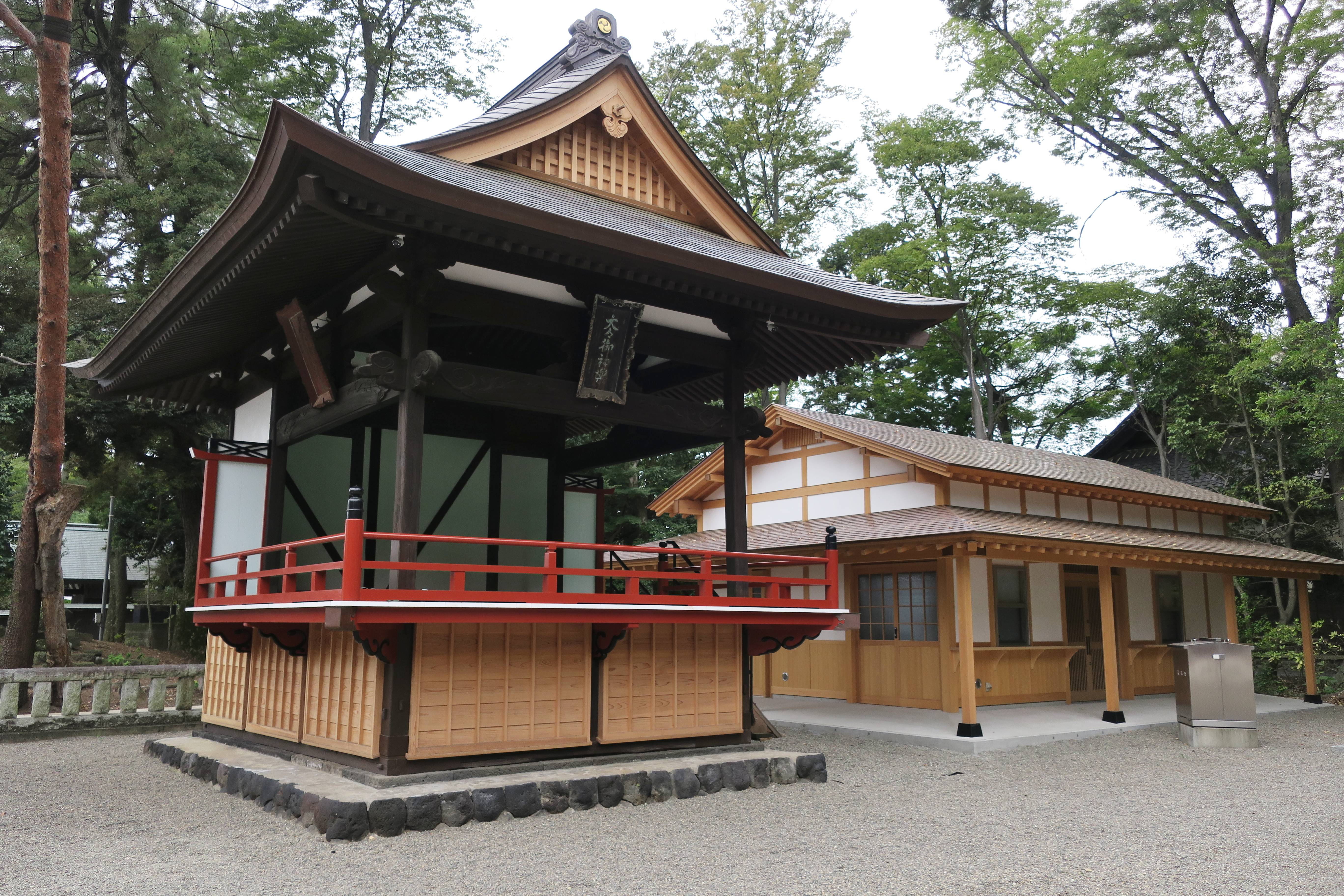
神楽殿
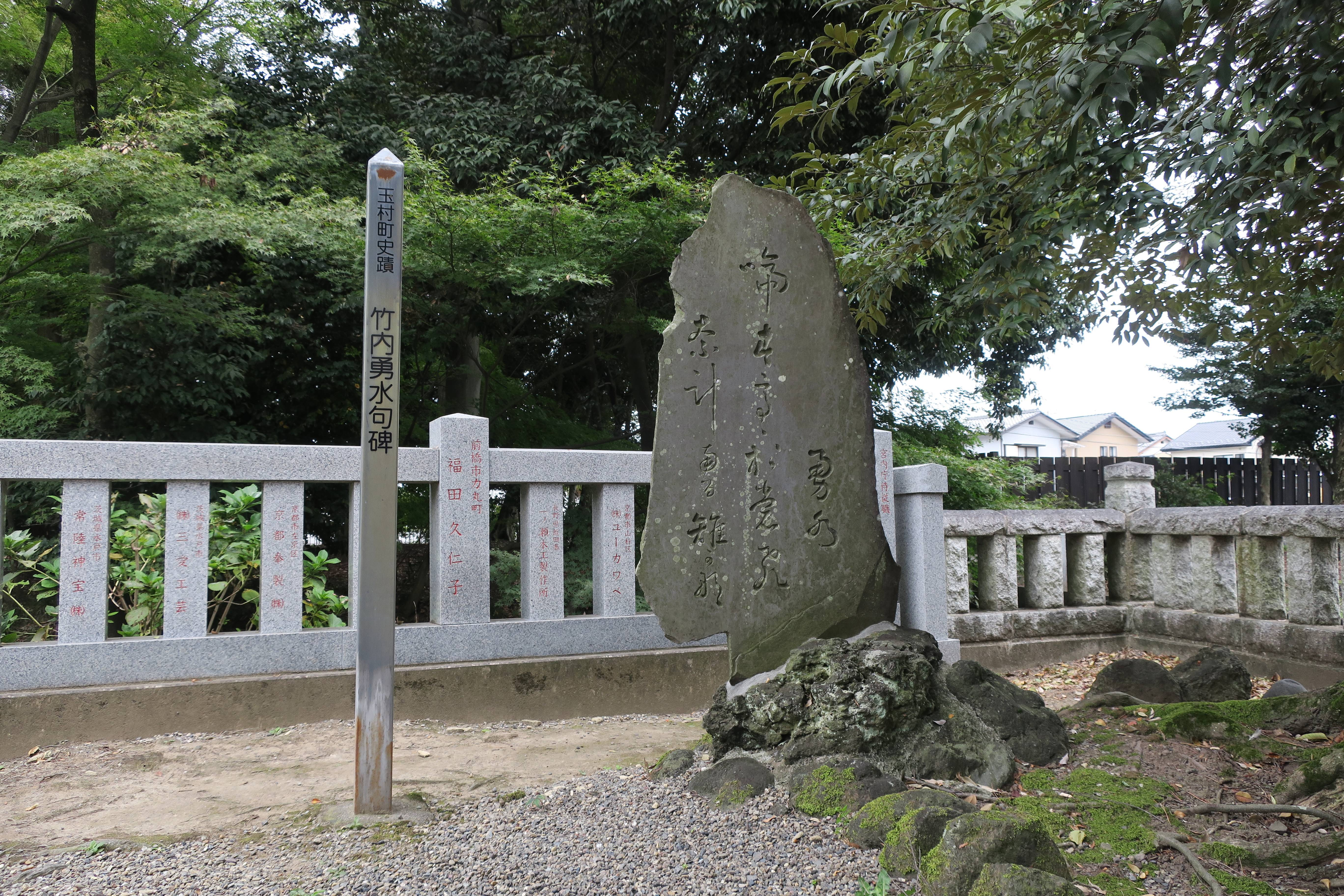
竹内勇水句碑
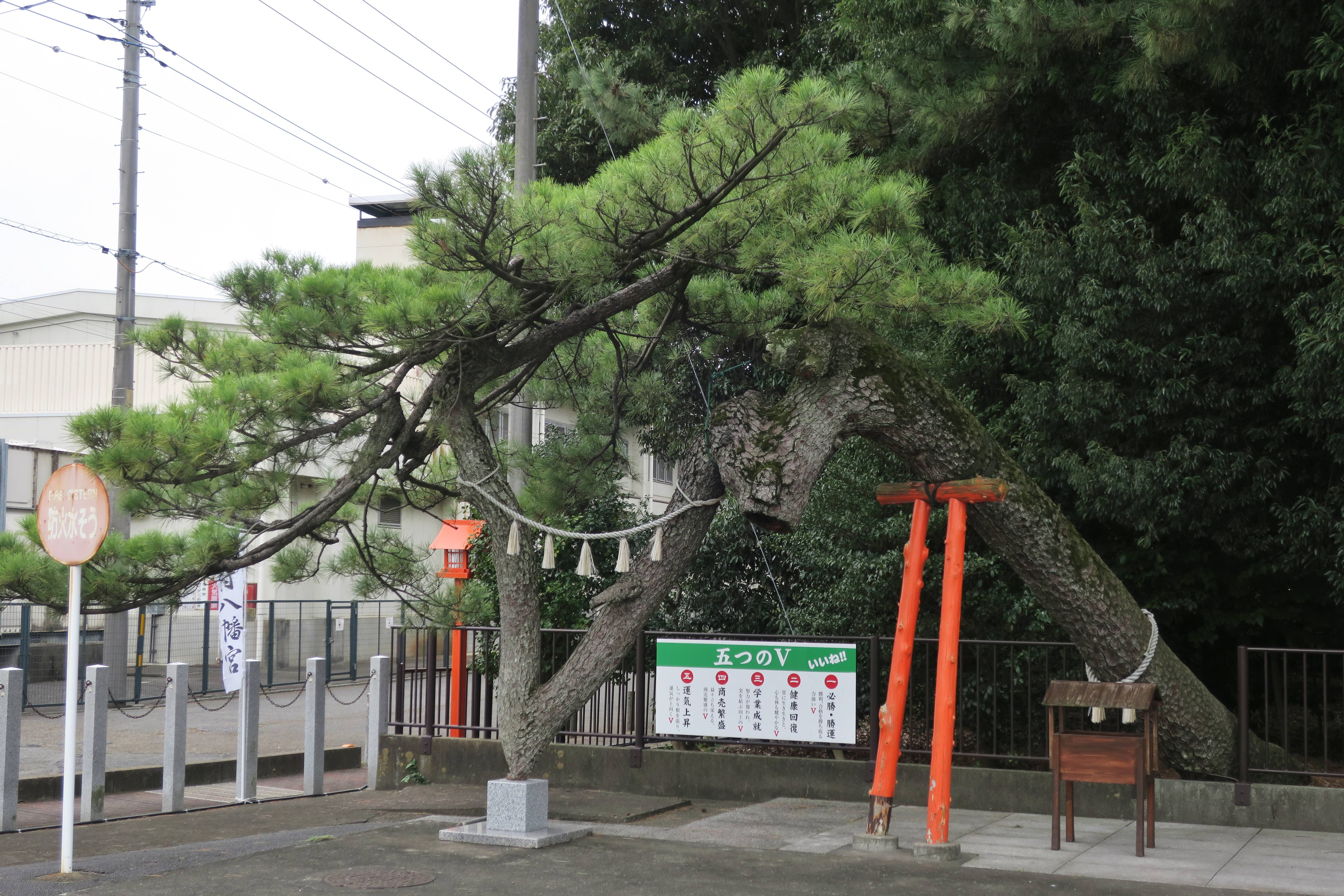
昇龍・勝運の松

- 一の鳥居
- 二の鳥居
- 御水舎・力石
- 御神木
- 神楽殿
- 竹内勇水句碑
- 昇龍・勝運の松

### 境内社
- 五神社
  - 日枝神社（家内安全・火防）
  - 春日神社（国家安泰・学業成就）
  - 熊野神社（国土安穏）
  - 住吉神社（家内安全・交通安全）
  - 菅原神社（学業成就・合格祈願）
- 八坂神社（建築方位・病気・縁結び）
- 厳島神社（水・五穀豊穣・知恵・芸能）
- 国魂神社（奉安殿（登録有形文化財[18]）、戦没者慰霊）
- 古峯神社（開運・火防・交通安全）
- 稲荷神社（商売繁盛・五穀豊穣）
- 琴平神社（交通安全・海上安全）
- 猿田彦神社（交通安全）
- 淡島神社（医療・人形供養・子授け）

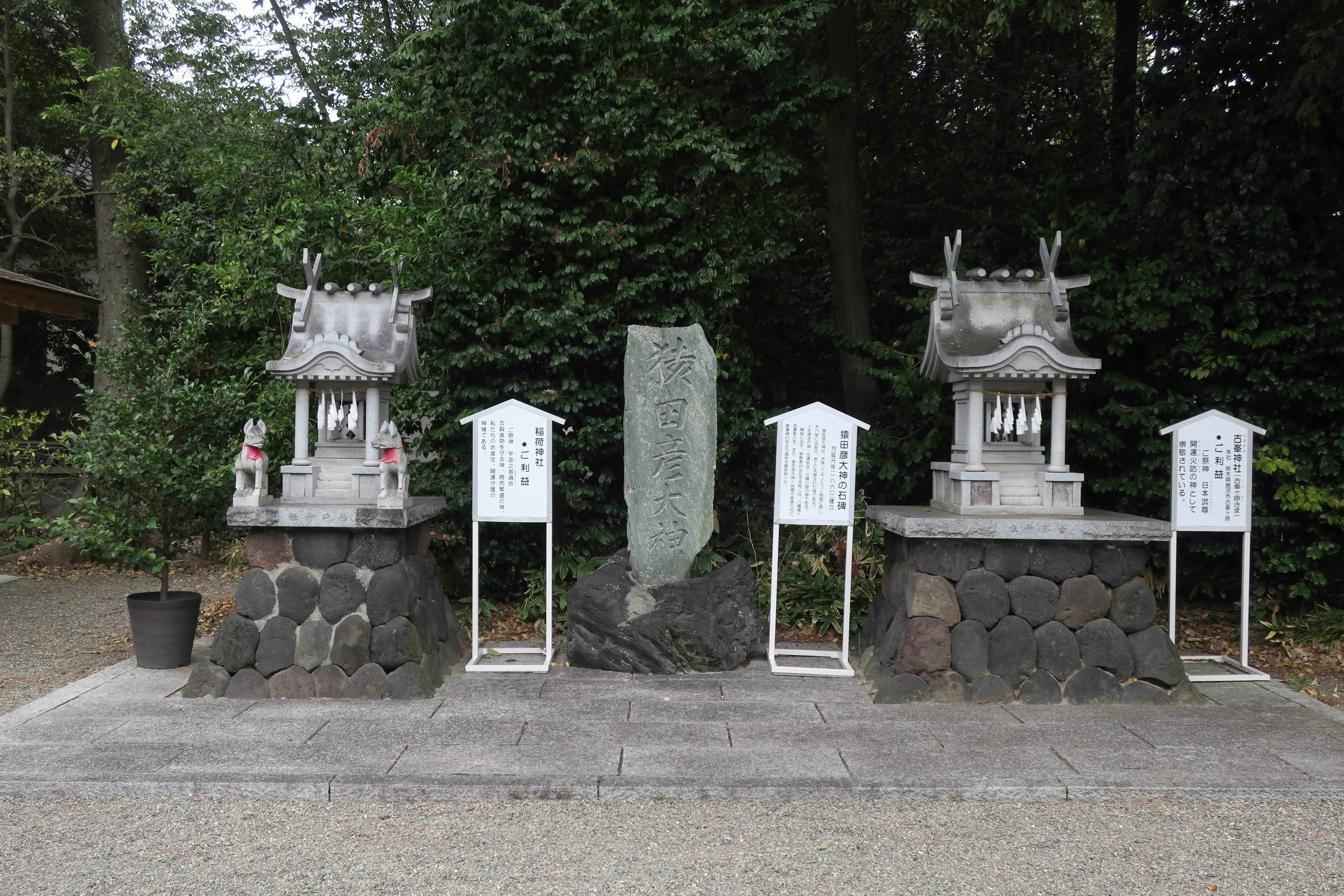
稲荷神社（左）、猿田彦大神（中）、古峯神社（右）
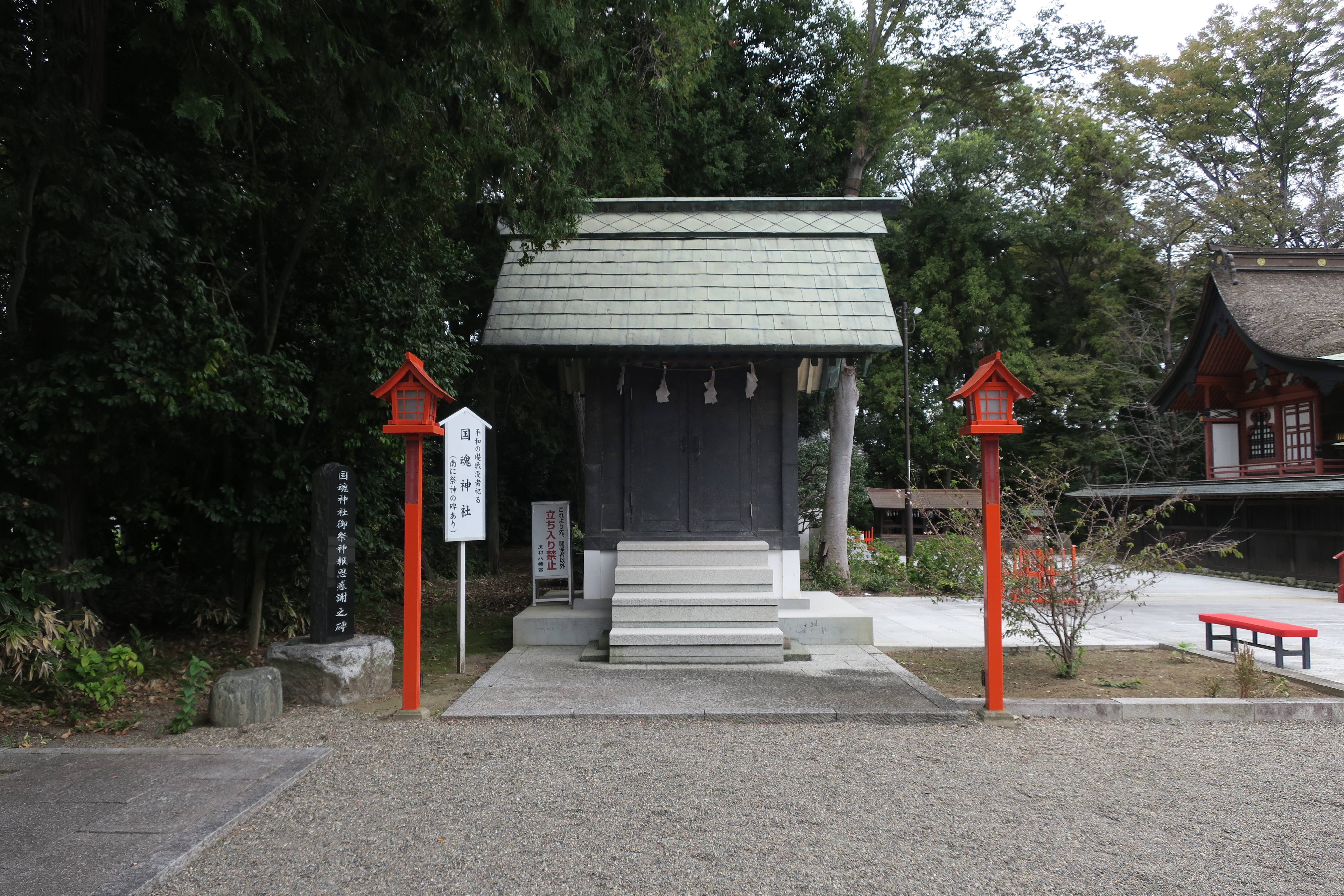
国魂神社
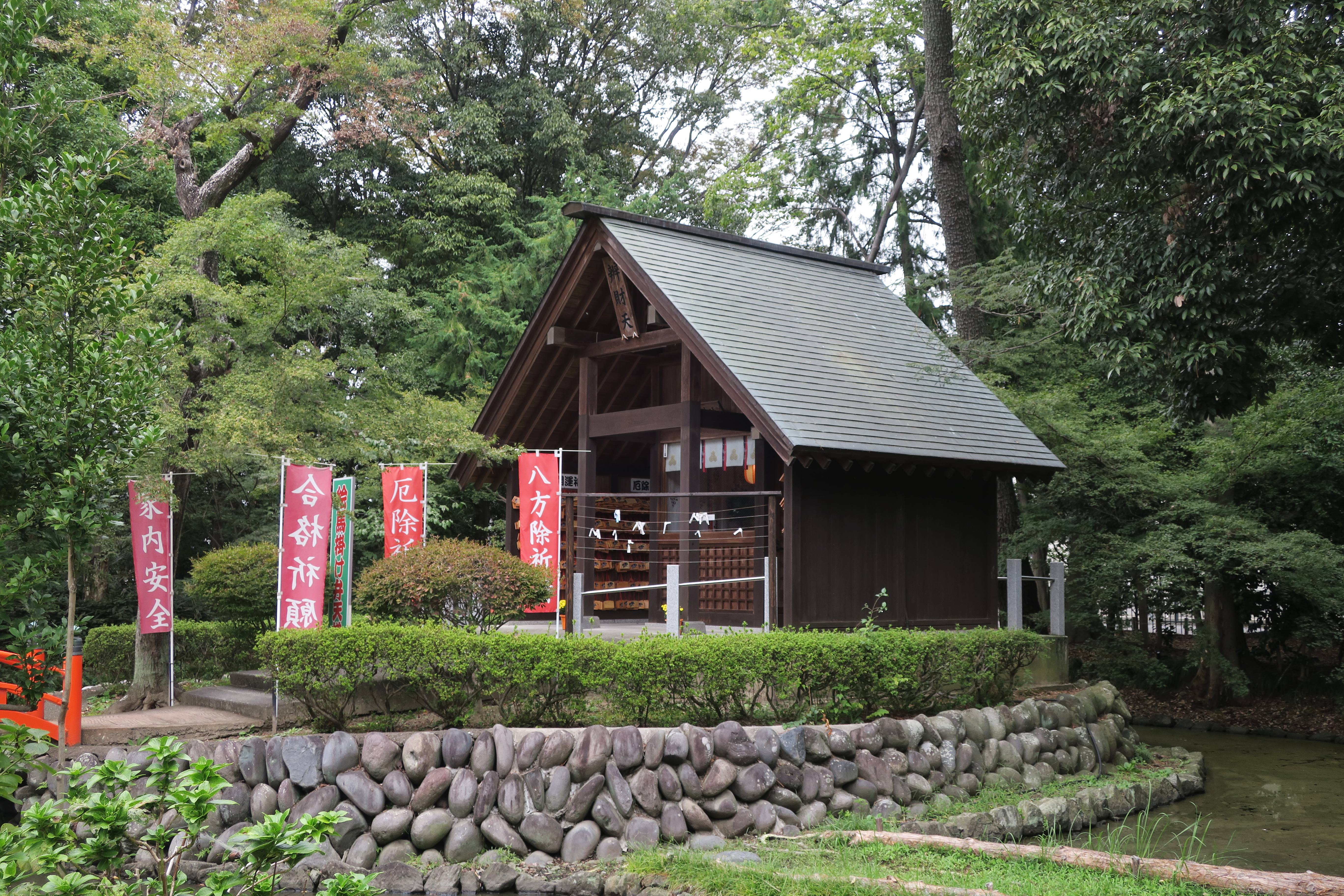
厳島神社

## 祭事
出典による。
- 歳旦祭（1月1日）
- 戌・亥八幡崇敬会大祭（旧暦初戌日・旧暦初亥日）
- 春季例祭・太々講祭典（4月15日）
- 八坂祭・夏越大祓（7月第4土曜日・日曜日）
- 人形感謝大祭（10月初旬）
- 例大祭（10月16日）

## 交通アクセス
公共交通機関
JR高崎線・新町駅からタクシーで約15分間。
JR高崎駅からタクシーで約20分間。
自家用自動車
関越自動車道・高崎玉村スマートインターチェンジから自動車で約10分間。無料駐車場130台。